# Snowboard na Zimowej Uniwersjadzie 2017
Snowboard na Zimowej Uniwersjadzie 2017 odbyła się w dniach 30 stycznia – 8 lutego 2017. Zawodnicy rywalizowali w dziesięciu konkurencjach - pięciu męskich i pięciu żeńskich.

## Zestawienie medalistów

### Kobiety
| Data             | Godzina     | Konkurencja                              | Złoto               | Srebro          | Brąz                |
| ---------------- | ----------- | ---------------------------------------- | ------------------- | --------------- | ------------------- |
| 30 stycznia 2017 | 14:00 UTC+6 | Slalom gigant równoległy (PGS) szczegóły | Aleksandra Król     | Annamari Dancha | Karolina Sztokfisz  |
| 31 stycznia 2017 | 14:00 UTC+6 | Slalom równoległy (PSL) szczegóły        | Weronika Biela      | Maggie Carrigan | Karolina Sztokfisz  |
| 2 lutego 2017    | 14:00 UTC+6 | Snowboardcross (SBX) szczegóły           | Sarah Devouassoux   | Miriam Wuffli   | Kateřina Chourová   |
| 5 lutego 2017    | 13:00 UTC+6 | Slopestyle (SBS) szczegóły               | Katarzyna Rusin     | Amber Arazny    | Anastazija Łoginowa |
| 7 lutego 2017    | 14:00 UTC+6 | Big Air (BA) szczegóły                   | Anastazija Łoginowa | Jelena Kostenko | Katarzyna Rusin     |

### Mężczyźni
| Data             | Godzina     | Konkurencja                              | Złoto             | Srebro              | Brąz                 |
| ---------------- | ----------- | ---------------------------------------- | ----------------- | ------------------- | -------------------- |
| 30 stycznia 2017 | 14:00 UTC+6 | Slalom gigant równoległy (PGS) szczegóły | Bogdan Bogdanow   | Władysław Szkurikin | Oleksandr Bielinskij |
| 31 stycznia 2017 | 14:00 UTC+6 | Slalom równoległy (PSL) szczegóły        | Bogdan Bogdanow   | Oskar Kwiatkowski   | Oleksandr Bielinskij |
| 2 lutego 2017    | 14:00 UTC+6 | Snowboardcross (SBX) szczegóły           | Léo Le Blé        | Guilhem Apilli      | Sandro Perrenoud     |
| 5 lutego 2017    | 13:00 UTC+6 | Slopestyle (SBS) szczegóły               | Michaił Matwiejew | Aleksi Partanen     | Martin Mikyska       |
| 7 lutego 2017    | 14:00 UTC+6 | Big Air (BA) szczegóły                   | Michaił Matwiejew | Joss McAlpin        | Martin Mikyska       |

## Klasyfikacja medalowa
| Miejsce | Państwo           | złoto | srebro | brąz | Razem |
| ------- | ----------------- | ----- | ------ | ---- | ----- |
| 1.      | Rosja             | 5     | 2      | 1    | 8     |
| 2.      | Polska            | 3     | 1      | 3    | 7     |
| 3.      | Francja           | 2     | 1      | 0    | 3     |
| 4.      | Australia         | 0     | 2      | 0    | 2     |
| 5.      | Ukraina           | 0     | 1      | 2    | 3     |
| 6.      | Szwajcaria        | 0     | 1      | 1    | 2     |
| 7.      | Finlandia         | 0     | 1      | 0    | 1     |
| 7.      | Stany Zjednoczone | 0     | 1      | 0    | 1     |
| 9.      | Czechy            | 0     | 0      | 3    | 3     |

## Wyniki

### Kobiety

#### Snowboardcross
| Miejsce | Zawodniczka         | Reprezentacja   | Czas |
| ------- | ------------------- | --------------- | ---- |
| złoto   | Sarah Devouassoux   | Francja         |      |
| srebro  | Miriam Wuffli       | Szwajcaria      |      |
| brąz    | Kateřina Chourová   | Czechy          |      |
| 4.      | Dominika Wolska     | Polska          |      |
| 5.      | Aleksandra Parszina | Rosja           |      |
| 6.      | Iva Walz            | Szwajcaria      |      |
| 7.      | Amber Arazny        | Australia       |      |
| 8.      | Maeva Estevez       | Andora          |      |
| 9.      | Eva Hummelová       | Czechy          |      |
| 10.     | Gillian Finnerty    | Wielka Brytania |      |

#### Slalom gigant równoległy
| Miejsce | Zawodniczka        | Reprezentacja     | Czas |
| ------- | ------------------ | ----------------- | ---- |
| złoto   | Aleksandra Król    | Polska            |      |
| srebro  | Annamari Dancha    | Ukraina           |      |
| brąz    | Karolina Sztokfisz | Polska            |      |
| 4.      | Weronika Biela     | Polska            |      |
| 5.      | Wera Kolegowa      | Rosja             |      |
| 6.      | Giulia Gaspari     | Włochy            |      |
| 7.      | Darya Groznowa     | Rosja             |      |
| 8.      | Asa Toyoda         | Japonia           |      |
| 9.      | Maggie Carrigan    | Stany Zjednoczone |      |
| 10.     | Ming Cui           | Chiny             |      |

#### Slalom równoległy
| Miejsce | Zawodniczka          | Reprezentacja     | Czas |
| ------- | -------------------- | ----------------- | ---- |
| złoto   | Weronika Biela       | Polska            |      |
| srebro  | Maggie Carrigan      | Stany Zjednoczone |      |
| brąz    | Karolina Sztokfisz   | Polska            |      |
| 4.      | Jennifer Hawkrigg    | Kanada            |      |
| 5.      | Aleksandra Król      | Polska            |      |
| 6.      | Annamari Dancha      | Ukraina           |      |
| 7.      | Aleksandra Szirszowa | Rosja             |      |
| 8.      | Yvette Heijt         | Holandia          |      |
| 9.      | Wera Kolegowa        | Rosja             |      |
| 10.     | Asa Toyoda           | Japonia           |      |

#### Slopestyle
| Miejsce | Zawodniczka         | Reprezentacja | Czas  |
| ------- | ------------------- | ------------- | ----- |
| złoto   | Katarzyna Rusin     | Polska        | 82.25 |
| srebro  | Amber Arazny        | Australia     | 75.00 |
| brąz    | Anastazija Łoginowa | Rosja         | 70.50 |
| 4.      | Zhai Yue            | Chiny         | 64.75 |
| 5.      | Jelena Ignjatov     | Serbia        | 30.00 |
| 6.      | Zhang Tong          | Chiny         | 28.75 |
| 7.      | Li Dongyu           | Chiny         | 7.00  |
| 8.      | Yang Rui            | Chiny         | 1.25  |
| DNS     | Jelena Kostenko     | Rosja         |       |

#### Big Air
| Miejsce | Zawodniczka         | Reprezentacja | Czas         |
| ------- | ------------------- | ------------- | ------------ |
| złoto   | Anastazija Łoginowa | Rosja         | 85.25        |
| srebro  | Jelena Kostenko     | Rosja         | 83.75        |
| brąz    | Katarzyna Rusin     | Polska        | 81.25        |
| 4.      | Amber Arazny        | Australia     | 73.00        |
| 5.      | Jelena Ignjatov     | Serbia        | 55.50        |
| 6.      | Zhai Yue            | Chiny         | 21.50        |
| 7.      | Zhang Tong          | Chiny         | Kwalifikacje |
| DNS     | Yang Rui            | Chiny         |              |
| DNS     | Li Dongyu           | Chiny         |              |

### Mężczyźni

#### Snowboardcross
| Miejsce | Zawodnik             | Reprezentacja | Czas |
| ------- | -------------------- | ------------- | ---- |
| złoto   | Léo Le Blé           | Francja       |      |
| srebro  | Guilhem Apilli       | Francja       |      |
| brąz    | Sandro Perrenoud     | Szwajcaria    |      |
| 4.      | Jewgienij Mukutdinow | Rosja         |      |
| 5.      | Anton Kopriwica      | Rosja         |      |
| 6.      | Austin White         | Kanada        |      |
| 7.      | Vincent Dreme        | Francja       |      |
| 8.      | Mario Suter          | Szwajcaria    |      |
| 9.      | Yoshiki Takahara     | Japonia       |      |
| 10.     | Daniel Sýkora        | Czechy        |      |
| ...     | ...                  | ...           | ...  |
| 14.     | Dawid Wal            | Polska        |      |
| 15.     | Piotr Bodziony       | Polska        |      |

#### Slalom gigant równoległy
| Miejsce | Zawodnik             | Reprezentacja    | Czas |
| ------- | -------------------- | ---------------- | ---- |
| złoto   | Bogdan Bogdanow      | Rosja            |      |
| srebro  | Władysław Szkurikin  | Rosja            |      |
| brąz    | Oleksandr Bielinskij | Ukraina          |      |
| 4.      | Michał Nowaczyk      | Polska           |      |
| 5.      | Dmitrij Tajmulin     | Rosja            |      |
| 6.      | Oskar Kwiatkowski    | Polska           |      |
| 7.      | Oskar Bom            | Polska           |      |
| 8.      | Je-Jung Lee          | Korea Południowa |      |
| 9.      | Władysław Kuramszin  | Rosja            |      |
| 10.     | Rollan Sadykow       | Kazachstan       |      |
| ...     | ...                  | ...              | ...  |
| 12.     | Tomasz Kowalczyk     | Polska           |      |

#### Slalom równoległy
| Miejsce | Zawodnik             | Reprezentacja    | Czas    |
| ------- | -------------------- | ---------------- | ------- |
| złoto   | Bogdan Bogdanow      | Rosja            |         |
| srebro  | Oskar Kwiatkowski    | Polska           |         |
| brąz    | Oleksandr Bielinskij | Ukraina          |         |
| 4.      | Władysław Kuramszin  | Rosja            |         |
| 5.      | Dmitrij Taimulin     | Rosja            | 1:03.29 |
| 6.      | Tomasz Kowalczyk     | Polska           | 1:04.06 |
| 7.      | Michał Nowaczyk      | Polska           | 1:07.52 |
| 8.      | Władysław Szkurikin  | Rosja            | 1:08.88 |
| 9.      | Je-Jung Lee          | Korea Południowa | 1:06.56 |
| 10.     | Andrew Hildebrand    | Kanada           | 1:07.07 |
| ...     | ...                  | ...              | ...     |
| DSQ     | Oskar Bom            | Polska           |         |

#### Slopestyle
| Miejsce | Zawodniczka        | Reprezentacja    | Czas  |
| ------- | ------------------ | ---------------- | ----- |
| złoto   | Michaił Matwiejew  | Rosja            | 94.50 |
| srebro  | Aleksi Partanen    | Finlandia        | 90.25 |
| brąz    | Martin Mikyska     | Czechy           | 87.75 |
| 4.      | Choi Jun-Ha        | Korea Południowa | 79.75 |
| 5.      | Joss McAlpin       | Australia        | 78.50 |
| 6.      | Aleksandr Smełow   | Rosja            | 77.50 |
| 7.      | Inaqui Irarrazaval | Chile            | 73.50 |
| 8.      | Calum Paton        | Wielka Brytania  | 61.75 |
| 9.      | Inaki Odriozola    | Argentyna        | 57.75 |
| 10.     | Bart Falhaber      | Holandia         | 52.75 |

#### Big Air
| Miejsce | Zawodniczka        | Reprezentacja    | Czas  |
| ------- | ------------------ | ---------------- | ----- |
| złoto   | Michaił Matwiejew  | Rosja            | 94.75 |
| srebro  | Joss McAlpin       | Australia        | 88.25 |
| brąz    | Martin Mikyska     | Czechy           | 87.75 |
| 4.      | Inaqui Irarrazaval | Chile            | 81.25 |
| 5.      | Peter Podlogar     | Słowenia         | 76.00 |
| 6.      | Aleksandr Smełow   | Rosja            | 74.50 |
| 7.      | Inaki Odriozola    | Argentyna        | 71.50 |
| 8.      | Michaił Fomczenko  | Rosja            | 71.25 |
| 9.      | Choi Jun-Young     | Korea Południowa | 70.50 |
| 10.     | Choi Jun-Kyu       | Korea Południowa | 65.75 |